# Classe Huon
La classe Huon est une classe de 6 chasseurs de mines  construite pour la marine royale australienne.

## Histoire
Cette nouvelle classe a été construite pour remplacer la classe Bay (en) problématique. Après une étude de marché, c'est sur la conception de la classe italienne Lerici (en) qu'elle a été réalisée par Thales Australia à Newcastle en Nouvelle-Galles du Sud.
Les six navires ont été nommés selon le nom de rivières australiennes. Ils sont stationnés à la Base navale de Waterhen. Quatre sont encore en service en 2016, les autres ont été mis en réserve.

## Les unités
| Numéro | Nom             | Quille         | Lancement       | Service         | Statut                 |
| ------ | --------------- | -------------- | --------------- | --------------- | ---------------------- |
| M 82   | HMAS Huon       | septembre 1994 | 25 juillet 1997 | 15 mai 1999     | actif                  |
| M 83   | HMAS Hawkesbury |                | 24 avril 1998   | 12 février 2000 | en réserve depuis 2016 |
| M 84   | HMAS Norman     |                | 3 mai 1999      | 26 août 2000    | en réserve depuis 2016 |
| M 85   | HMAS Gascoyne   |                | 11 mars 2000    | 2 juin 2001     | actif                  |
| M 86   | HMAS Diamantina | 4 août 1998    | 2 décembre 2000 | 4 mai 2002      | actif                  |
| M 87   | HMAS Yarra      |                | 19 janvier 2002 | 1er mars 2003   | actif                  |